# 1987-es atlétikai világbajnokság
Az 1987-es atlétikai világbajnokságot Rómában, Olaszországban rendezték augusztus 28. és szeptember 6. között. A vb-n 43 versenyszám volt. A programba került a női 10 000 m és a női 10 km-es gyaloglás.

## A magyar sportolók eredményei
Magyarország a világbajnokságon 16 sportolóval képviseltette magát. Érmet nem sikerült nyerni.

## Éremtáblázat
(A táblázatban a rendező nemzet eltérő háttérszínnel kiemelve.)
| Helyezés | Nemzet             | Arany | Ezüst | Bronz | Összesen |
| 1.       | NDK                | 10    | 11    | 10    | 31       |
| 2.       | Egyesült Államok   | 10    | 4     | 6     | 20       |
| 3.       | Szovjetunió        | 7     | 12    | 6     | 25       |
| 4.       | Bulgária           | 3     | 0     | 1     | 4        |
| 5.       | Kenya              | 3     | 0     | 0     | 3        |
| 6.       | Olaszország        | 2     | 2     | 1     | 5        |
| 7.       | Egyesült Királyság | 1     | 3     | 4     | 8        |
| 8.       | Portugália         | 1     | 1     | 0     | 2        |
| 9.       | Finnország         | 1     | 0     | 0     | 1        |
| 9.       | Marokkó            | 1     | 0     | 0     | 1        |
| 9.       | Norvégia           | 1     | 0     | 0     | 1        |
| 9.       | Szomália           | 1     | 0     | 0     | 1        |
| 9.       | Svédország         | 1     | 0     | 0     | 1        |
| 9.       | Svájc              | 1     | 0     | 0     | 1        |
| 15.      | Franciaország      | 0     | 2     | 1     | 3        |
| 16.      | Jamaica            | 0     | 1     | 3     | 4        |
| 17.      | Csehszlovákia      | 0     | 1     | 1     | 2        |
| 17.      | Spanyolország      | 0     | 1     | 1     | 2        |
| 17.      | NSZK               | 0     | 1     | 1     | 2        |
| 17.      | Románia            | 0     | 1     | 1     | 2        |
| 21.      | Ausztrália         | 0     | 2     | 0     | 2        |
| 21.      | Dzsibuti           | 0     | 1     | 0     | 1        |
| 21.      | Nigéria            | 0     | 1     | 0     | 1        |
| 24       | Kuba               | 0     | 0     | 2     | 2        |
| 25.      | Belgium            | 0     | 0     | 1     | 1        |
| 25.      | Brazília           | 0     | 0     | 1     | 1        |
| 25.      | Kína               | 0     | 0     | 1     | 1        |
| Összesen | Összesen           | 43    | 44    | 42    | 129      |

## Érmesek
- WR – világrekord
- CR – világbajnoki rekord
- AR – kontinens rekord
- NR – országos rekord
- WL – az adott évben aktuálisan a világ legjobb eredménye
- SB – az adott évben aktuálisan az egyéni legjobb eredmény
- PB – egyéni rekord

### Férfi
| Versenyszám     | Arany                                                                            | Arany       | Ezüst                                                                                        | Ezüst      | Bronz                                                                        | Bronz      |
| --------------- | -------------------------------------------------------------------------------- | ----------- | -------------------------------------------------------------------------------------------- | ---------- | ---------------------------------------------------------------------------- | ---------- |
| 100 m           | Carl Lewis · Egyesült Államok                                                    | 9,93 WR     | Ray Stewart · Jamaica                                                                        | 10,08      | Linford Christie · Nagy-Britannia                                            | 10,14      |
| 200 m           | Calvin Smith · Egyesült Államok                                                  | 20,16       | Gilles Quénéhervé · Franciaország                                                            | 20,16      | John Regis · Nagy-Britannia                                                  | 20,18      |
| 400 m           | Thomas Schönlebe · NDK                                                           | 44,33 AR    | Innocent Egbunike · Nigéria                                                                  | 44,56      | Butch Reynolds · Egyesült Államok                                            | 44,80      |
| 800 m           | Billy Konchellah · Kenya                                                         | 1:43:06 CR  | Peter Elliott · Nagy-Britannia                                                               | 1:43:41    | José Luiz Barbosa · Brazília                                                 | 1:43:76    |
| 1500 m          | Abdi Bile · Szomália                                                             | 3:36:80     | José Luis González · Spanyolország                                                           | 3:38:03    | Jim Spivey · Egyesült Államok                                                | 3:38:82    |
| 5000 m          | Szaíd Avíta · Marokkó                                                            | 13:26:44    | Domingos Castro · Portugália                                                                 | 13:27:59   | Jack Buckner · Nagy-Britannia                                                | 13:27:74   |
| 10 000 m        | Paul Kipkoech · Kenya                                                            | 27:38:63 CR | Francesco Panetta · Olaszország                                                              | 27:48:98   | Hansjörg Kunze · NDK                                                         | 27:50:26   |
| Maraton         | Douglas Wakiihuri · Kenya                                                        | 2:11:48     | Ahmed Salah · Dzsibuti                                                                       | 2:12:30    | Gelindo Bordin · Olaszország                                                 | 2:12:40    |
| 110 m gát       | Greg Foster · Egyesült Államok                                                   | 13,21       | Jon Ridgeon · Nagy-Britannia                                                                 | 13,29      | Colin Jackson · Nagy-Britannia                                               | 13,38      |
| 400 m gát       | Edwin Moses · Egyesült Államok                                                   | 47,46 CR    | Danny Harris · Egyesült Államok                                                              | 47,48      | Harald Schmid · NSZK                                                         | 47,48 AR   |
| 3000 m akadály  | Francesco Panetta · Olaszország                                                  | 8:08:57 CR  | Hagen Melzer · NDK                                                                           | 8:10:32    | William Van Dijck · Belgium                                                  | 8:12:18    |
| 20 km gyaloglás | Maurizio Damilano · Olaszország                                                  | 1:20:45 CR  | Jozef Pribilinec · Csehszlovákia                                                             | 1:21:07    | José Marín · Spanyolország                                                   | 1:21:24    |
| 50 km gyaloglás | Hartwig Gauder · NDK                                                             | 3:40:53 CR  | Ronald Weigel · NDK                                                                          | 3:41:30    | Vjacseszlav Ivanyenko · Szovjetunió                                          | 3:44:02    |
| 4 × 100 m váltó | Egyesült Államok · Lee McRae · Lee McNeill · Harvey Glance · Carl Lewis          | 37,90       | Szovjetunió · Alekszandr Jevgenyjev · Viktor Brizhin · Vlagyimir Muravjov · Vlagyimir Krilov | 38,02 AR   | Jamaica · John Mair · Andrew Smith · Clive Wright · Ray Stewart              | 38,41      |
| 4 × 400 m váltó | Egyesült Államok · Danny Everett · Roddie Haley · Antonio McKay · Butch Reynolds | 2:57,29 CR  | Nagy-Britannia · Derek Redmond · Kriss Akabusi · Roger Black · Phil Brown                    | 2:58,86 AR | Kuba · Leandro Peñalver · Agustin Pavo · Lazaro Martínez · Roberto Hernández | 2:59,16 NR |
| Magasugrás      | Patrik Sjöberg · Svédország                                                      | 2,38 CR     | Gennagyij Avgyejenko · URS · Igor Paklin · URS                                               | 2,38 CR    | nem adták ki                                                                 |            |
| Rúdugrás        | Szerhij Bubka · Szovjetunió                                                      | 585 cm CR   | Thierry Vigneron · Franciaország                                                             | 580 cm     | Rogyion Gataullin · Szovjetunió                                              | 580 cm     |
| Távolugrás      | Carl Lewis · Egyesült Államok                                                    | 867 cm CR   | Robert Emmijan · Szovjetunió                                                                 | 853 cm     | Larry Myricks · Egyesült Államok                                             | 833 cm     |
| Hármasugrás     | Hristo Markov · Bulgária                                                         | 17,92 m CR  | Mike Conley Sr. · Egyesült Államok                                                           | 17,67 m    | Oleg Szakirkin · Szovjetunió                                                 | 17,43 m    |
| Súlylökés       | Werner Günthör · Svájc                                                           | 22,23 m CR  | Alessandro Andrei · Olaszország                                                              | 21,88 m    | John Brenner · Egyesült Államok                                              | 21,75 m    |
| Diszkoszvetés   | Jürgen Schult · NDK                                                              | 68,74 m CR  | John Powell · Egyesült Államok                                                               | 66,22 m    | Luis Delís · Kuba                                                            | 66,02 m    |
| Kalapácsvetés   | Szergej Litvinov · Szovjetunió                                                   | 83,06 m CR  | Jüri Tamm · Szovjetunió                                                                      | 80,84 m    | Ralf Haber · NDK                                                             | 80,76 m    |
| Gerelyhajítás   | Seppo Räty · Finnország                                                          | 83,54 m CR  | Viktor Jevszjukov · Szovjetunió                                                              | 82,52 m    | Jan Železný · Csehszlovákia                                                  | 82,20 m    |
| Tízpróba        | Torsten Voss · NDK                                                               | 8680 pont   | Siegfried Wentz · NSZK                                                                       | 8461 pont  | Pavel Tarnoveckij · Szovjetunió                                              | 8375 pont  |

### Női
| Versenyszám     | Arany                                                                                     | Arany        | Ezüst                                                                             | Ezüst      | Bronz                                                                                   | Bronz      |
| --------------- | ----------------------------------------------------------------------------------------- | ------------ | --------------------------------------------------------------------------------- | ---------- | --------------------------------------------------------------------------------------- | ---------- |
| 100 m           | Silke Möller · NDK                                                                        | 10,90 CR     | Heike Drechsler · NDK                                                             | 11,00      | Merlene Ottey · Jamaica                                                                 | 11,04      |
| 200 m           | Silke Möller · NDK                                                                        | 21,74 CR     | Florence Griffith Joyner · Egyesült Államok                                       | 21,96      | Merlene Ottey · Jamaica                                                                 | 22,06      |
| 400 m           | Olha Brizhina · Szovjetunió                                                               | 49,38        | Petra Schersing · NDK                                                             | 49,94      | Kirsten Emmelmann · NDK                                                                 | 50,20      |
| 800 m           | Sigrun Wodars · NDK                                                                       | 1:55,26 NR   | Christine Wachtel · NDK                                                           | 1:55,32 PB | Ljubov Gurina · Szovjetunió                                                             | 1:55,56 PB |
| 1500 m          | Tatyana Dorovszkih · Szovjetunió                                                          | 3:58,56 CR   | Hildegard Körner · NDK                                                            | 3:58,67    | Doina Melinte · Románia                                                                 | 3:59,27    |
| 3000 m          | Tatyana Dorovszkih · Szovjetunió                                                          | 8:38,73      | Marcicia Puica · Románia                                                          | 8:39,45    | Ulrike Bruns · NDK                                                                      | 8:40,30    |
| 10 000 m        | Ingrid Kristiansen · Norvégia                                                             | 31:05,85     | Jelena Zsupijeva · Szovjetunió                                                    | 31:09,40   | Kathrin Ullrich · NDK                                                                   | 31:11,34   |
| Maraton         | Rosa Mota · Portugália                                                                    | 2:25:17 CR   | Zoja Ivanova · Szovjetunió                                                        | 2:32:38    | Jocelyne Villeton · Franciaország                                                       | 2:32:53    |
| 100 m gát       | Ginka Zagorcseva · Bulgária                                                               | 12,34 CR     | Gloria Siebert · NDK                                                              | 12,44      | Cornelia Oschkenat · NDK                                                                | 12,46      |
| 400 m gát       | Sabine Busch · NDK                                                                        | 53,62 CR     | Debbie Flintoff · Ausztrália                                                      | 54,19      | Cornelia Feuerbach · NDK                                                                | 54,31      |
| 10 km gyaloglás | Irina Sztrahova · Szovjetunió                                                             | 44:12 CR     | Kerry Saxby · Ausztrália                                                          | 44:23      | Yan Hong · Kína                                                                         | 44:42      |
| 4 × 100 m váltó | Egyesült Államok · Alice Brown · Diane Williams · Florence Griffith Joyner · Pam Marshall | 41,58 CR     | NDK · Silke Möller · Cornelia Oschkenat · Kerstin Behrendt · Marlies Göhr         | 41,95      | Szovjetunió · Irina Szljuszar · Natalja Pomoscsnyikova · Natalja German · Olga Antonova | 42,33      |
| 4 × 400 m váltó | NDK · Dagmar Neubauer · Kirsten Emmelmann · Petra Schersing · Sabine Busch                | 3:18,63 CR   | Szovjetunió · Aelita Jurcsenko · Olga Nazarova · Marija Pinyigina · Olha Brizhina | 3:19,50    | Egyesült Államok · Diane Dixon · Denean Howard · Valerie Brisco · Lillie Leatherwood    | 3:21,04    |
| Távolugrás      | Jackie Joyner-Kersee · Egyesült Államok                                                   | 736 cm CR    | Jelena Belevszkaja · Szovjetunió                                                  | 714 cm     | Heike Drechsler · NDK                                                                   | 713 cm     |
| Magasugrás      | Sztefka Kosztadinova · Bulgária                                                           | 209 cm WR    | Tamara Bikova · Szovjetunió                                                       | 204 cm     | Susanne Beyer · NDK                                                                     | 199 cm     |
| Súlylökés       | Natalja Liszovszkaja · Szovjetunió                                                        | 21,24 m CR   | Kathrin Neimke · NDK                                                              | 21,21 m    | Ines Müller · NDK                                                                       | 20,76 m    |
| Diszkoszvetés   | Martina Hellmann · NDK                                                                    | 71,62 m CR   | Diana Gansky · NDK                                                                | 70,12 m    | Cvetanka Hrisztova · Bulgária                                                           | 68,82 m    |
| Gerelyhajítás   | Fatima Whitbread · Nagy-Britannia                                                         | 76,64 m CR   | Petra Felke · NDK                                                                 | 71,76 m    | Beate Peters · NSZK                                                                     | 68,82 m    |
| Hétpróba        | Jackie Joyner-Kersee · Egyesült Államok                                                   | 7128 pont CR | Larisza Nyikityina · Szovjetunió                                                  | 6564 pont  | Jane Frederick · Egyesült Államok                                                       | 6502 pont  |